# Charles E. Laughton
Charles E. Laughton, né le 4 juin 1846 et mort le 16 mars 1895, est un homme politique et avocat américain ayant servi à Washington et au Nevada.
Il est élu en tant que représentant territorial des comtés de Stevens, d'Okanogan et de Spokane en 1888, avant que le territoire de Washington ne devienne un État. Laughton est le premier lieutenant-gouverneur de Washington et le cinquième lieutenant-gouverneur du Nevada. Il est membre du Parti Républicain.